# Chelostoma xizangense
Chelostoma xizangense är en biart som beskrevs av Wu 1982. Chelostoma xizangense ingår i släktet blomsovarbin, och familjen buksamlarbin. Inga underarter finns listade i Catalogue of Life.